# 길디드 에이지
《길디드 에이지》(영어: The Gilded Age)는 HBO에서 2022년부터 방영 중인 미국의 시대극 텔레비전 시리즈이다. 줄리언 펠로스가 제작 및 각본을 맡았으며, 뉴욕의 호황기였던 1880년대 도금 시대를 배경으로 한다. 애초에는 2018년 NBC용으로 발표되었지만 이후 2019년 5월에 시리즈가 HBO로 옮겨졌다는 사실이 알려졌다. 첫 번째 시즌은 2022년 1월 24일, 두 번째 시즌은 2023년 10월 29일에 방영되었다. 2023년 12월 세 번째 시즌 제작이 확정되었다.
주연 배우 캐리 쿤, 모건 스펙터, 신시아 닉슨, 크리스틴 버랜스키의 의상과 연기를 중심으로 긍정 평가를 받았다. 두 번째 시즌은 제76회 프라임타임 에미상에서 드라마 시리즈 부문 작품상과 쿤과 버랜스키의 연기상을 포함하여 6개 부문 후보로 지명되었다.

## 개요
이 시리즈는 1882년 뉴욕의 경직된 사회 현장에 진입한 젊은 여성 메리언 브룩을 따라가며, 메리언은 본인이 속한 유서 깊은 상속 부자 밴라인브룩 가문과 산업화를 통해 재산을 축적한 신흥 부자 러셀 가문을 둘러싼 일상적인 갈등 속으로 휩쓸려 간다. 두 가문은 뉴욕 어퍼이스트사이드 5번가 근처 61번가에서 길 하나를 사이에 두고 서로를 마주보고 있는 이웃이다. 이 시리즈는 또한 흑인 상류층, 그리고 백인과 흑인 엘리트들의 필요를 모두 충족시켜야 하는 하인들의 갈등을 탐구한다.

## 출연
- 캐리 쿤
- 모건 스펙터
- 루이자 제이컵슨
- 타이사 파미가
- 블레이크 릿슨
- 토머스 코쿼럴
- 신시아 닉슨
- 크리스틴 버랜스키